# Эберхардт, Гоби
Гоби Эберхардт (нем. Goby Eberhardt, полное имя Иоганн Якоб Эберхардт; 29 марта 1852, Франкфурт-на-Майне — 13 сентября 1926, Любек) — немецкий скрипач, музыкальный педагог и композитор. Отец Зигфрида Эберхардта.
Начал занятия музыкой в раннем возрасте под руководством Фридриха Вильгельма Дитца (1833—1897), ученика Людвига Шпора; затем учился у Августа Вильгельми. Выступал с 12 лет, в пятнадцатилетнем возрасте был назначен концертмейстером во франкфуртской Комической опере, в 1870 г. занял пост концертмейстера в Бернском оркестре, затем вёл оркестры в Роттердаме, Берлине и Гамбурге. В 1900 г. вследствие инсульта был вынужден оставить исполнительскую карьеру и полностью сосредоточиться на преподавании и композиции, опубликовав уже в следующем году первый учебный курс.
Разработал оригинальную педагогическую методику, в которой важное место занимали упражнения для левой руки без извлечения звуков. Его также занимали проблемы психологической и физиологической естественности в работе исполнителя: уже в 1907 г. он посвятил этому вопросу книгу «Моя система упражнений для скрипки и фортепиано на психофизиологической основе» (нем. Mein System des Übens für Violine und Klavier auf psycho-physiologischer Grundlage). Этот интерес Эберхардт передал своему сыну, в соавторстве с которым вышла его последняя методическая книга «Естественный путь к высшей виртуозности» (нем. Der natürliche Weg zur höchsten Virtuosität; 1924). Кроме того, в 1926 году опубликовал книгу очерков о выдающихся музыкантах «Воспоминания об известных людях нашей эпохи» (нем. Erinnerungen an bedeutende Männer unserer Epoche ).